# La chica banda
«La chica banda» es una canción de la Banda de Rock alternativo Café Tacvba,lanzado de julio de 1992. Fue lanzada por la discigrafica Warner Music Group.

## Significado
La canción describe el amor El protagonista por una chica que forma parte de una banda en la escena punk mexicana, en un concierto de Atoxxico, con su piel morena, cabello pintado y botas negras. lo que resalta la importancia de la música como un espacio de encuentro y expresión para los jóvenes.
La canción revela el trasfondo cultural de la chica, mencionando los lugares específico de sus raíces prehispánicas, las cuales son diversas y ricas. También mencionan al líder de los Sex Molcajates Punk, quien se dice que nació en Tenochtitlán, la antigua capital del Imperio Azteca. Esta referencia destaca la conexión de la chica con la historia y el patrimonio mexicano.

## Lista de canciones

### CD - Maxi single[6]
| L chica banda — Single |                  |          |  |
| N.º                    | Título           | Duración |  |
| 1.                     | «La chica banda» | 3:50     |  |

## Creditós
- Juan (Rubén Albarrán)

- Emmanuel Del Real

- Joselo Rangel

- Quique Rangel

## Posiciones en las listas
| Listas (2003)                              | Posición |
| ------------------------------------------ | -------- |
| Estados Unidos Billboard Hot Latin Tracks  | 12       |
| Estados Unidos Billboard Latin Pop Airplay | 2        |